# Ткаченко Іван Андрійович
Іва́н Андрі́йович Ткаче́нко — лейтенант Збройних сил України, учасник російсько-української війни.

## Нагороди
- 8 серпня 2014 року — за особисту мужність і героїзм, виявлені у захисті державного суверенітету та територіальної цілісності України, вірність військовій присязі під час російсько-української війни, відзначений — нагороджений орденом «За мужність» III ступеня.
- 28 серпня 2020 року — нагороджений відзнакою Кіровоградської області «За мужність та відвагу»
- 14 жовтня 2021 року — нагороджений медаллю «За оборону Батьківщини» вагомий внесок у розвиток ветеранського руху в Україні, військово патріотичне виховання молоді та взірцеве виконання службового обов'язку.